# Fanny Navarro
Fanny Julia Navarro (Buenos Aires, 3 de març de 1920 - ibídem, 18 de març de 1971). Va ser una notòria vedet i actriu argentina de cinema, teatre i televisió a principis de la dècada dels anys 1950. El seu ascens i caiguda professional va ser motiu de polèmica, donant lloc a llibres i pel·lícules sobre la seva vida.

## Carrera professional
Es va iniciar professionalment dins el món artístic com a cantant de tangos i al cap de poc temps es va formar com a actriu dramàtica en cinema i televisió.
Als finals de la dècada de 1930 va començar la seva carrera cinematogràfica com una dona fatal del cinema sonor en pel·lícules de gènere musical a: Melodías porteñas (1937), Cantando llegó el amor (1938) i del sainet El solterón (1939). Aquestes últimes dues obres li van permetre ingressar a la dècada d'or del cinema on va treballar al costat dels grans de l'escena nacional com Adolfo Stray ea la pel·lícula El susto que Pérez se llevó (1940), Olinda Bozán en dos ocasionis Hogar dulce hogar (1941) i El capitán Pérez (1946).
L'any 1949 va obtenir la més gran popularitat amb Niní Marshall i Fidel Pintos a Mujeres que bailan, aquest mateix any va començar en el gènere policial negre realitzant una sèrie de pel·lícules de temàtiques fortes desconegudes en aquesta època. La primera d'elles va ser Morir en su ley de Manuel Romero. La van seguir Marihuana (1950), Suburbi (1951) de León Klimovsky, Deshonra (1952) de Daniel Tinayre. Dins del gènere biogràfic treballar a la pel·lícula El grito sagrado (1954), dirigida per Luis César Amadori, que narra la vida de Marieta Sánchez de Thompson.
La seva vinculació amb el peronisme i la seva relació amb Juan Duarte van causar el seu ascens i la seva posterior desgràcia professional. La seva psiquis va quedar definitivament pertorbada, durant la dictadura de Pedro Eugenio Aramburu, quan Germán Fernández Alvariño (el fosc capità Gandhi) va tenir la tenebrosa ocurrència de mostrar-li el cap tallat de Juan Duarte, germà d'Evita. Ella va embogir. Va morir a la dècada dels anys setanta trastornada per aquest fet perquè havia estat parella de Juan, igual que Elina Colomer. Ambdues eren artistes i van haver de declarar amb el cap de Juan Duarte al davant.
Segons l'actriu Silvana Roth, «quan Fanny comença a exercir la seva tasca com a presidenta de l'Ateneu Cultural Eva Perón el 1950, una entitat de la qual jo vaig ser vicepresidenta, va cometre molts errors. No obstant això, el seu dilema és anterior. El 1947 i a causa d'una discussió amb el seu llavors marit, l'empresari cellerer de Mendoza, vaig haver de reemplaçar-la a Mis amadas hijas. No era, per part seva, una conducta professional». Després del cop d'estat de 1955 i sota el règim autodenominat Revolució Llibertadora, es van aplicar criteris de persecució política, un dels primers acomiadats va ser Madanes. Amb la dictadura importants figures artístiques i de l'espectacle desapareixen dels mitjans i les cartelleres, entre elles Fanny Navarro, Hugo del Carril, Ana María Lynch, Elina Colomer, Tita Merello, etc.
Fora de l'ambient professional entre 1955 i 1963, va tornar a la interpretació. A la dècada de 1960, sempre en papers secundaris, ingressa en el moviment de la nova onada amb les pel·lícules La calesita (1963) y Desnuda en la arena (1969) del binomi Isabel Sarli i Armando Bó. La televisió va ser l'últim mitjà on va treballar, al Canal 9 a les obres Alberto Migré Su comedia favorita (1965) y Mujeres en presidio(1967), primera sèrie argentina que tractava el tema de les presons femenines i on va tenir un atac de pànic que va ser molt explotat pels mitjans de comunicació. El 1966 va treballar en el programa Galeria Polyana que amb bona repercussió es va transmetre entre maig i octubre per Canal 9 de dilluns a divendres amb llibres de l'autora teatral Clara Giol Bressan i repertiment que incloïa a Susana Campos, Virginia Llac, Enzo Viena, Ricardo Passano, Patricia Shaw, Aída Luz, María José Demare, Nelly Darén i Gloria Raines.
En el teatre Astral coneix el 1944 al seu únic marit al cellerer de Mendoza José Bautista Cicchiti, amb qui es casa encara que el seu matrimoni només va durar vuit mesos.
L'actriu Fanny Navarro va morir el 18 de març de 1971 amb 51 anys víctima d'un infart agut de miocardi, en l'oblit i allunyada del món artístic pel seu passat peronista. Durant la seva vetlla va ser el còmic Pepe Biondi l'encarregat de donar el discurs final.
La seva història es narra a la pel·lícula Ay, Juancito (2004), d'Héctor Olivera, on és interpretada per Leticia Brédice.

## Publicacions
- César Maranghello i Andrés Insaurralde: Fanny Navarro o un melodrama argentí. Edicions La Cadernera, 1997, Buenos Aires - 383 pàgines.
- Damas para la Hoguera: Fanny Navarro.

## Trajectòria

### Filmografia
- Melodías porteñas (1937)
- Cantando llegó el amor (1938)
- Doce mujeres (1939)
- El solterón (1939)
- Ambición (1939)
- El susto que Pérez se llevó(1940)
- El hijo del barrio (1940)
- Hogar, dulce hogar(1941)
- Sinfonía argentina (1942)
- La suerte llama tres veces (1943)
- Dos ángeles y un pecador (1945)
- El capitán Pérez (1946)
- Mujeres que bailan(1949)
- Marihuana (1950)
- Suburbio (1951)
- Soñemos (1951) (curtmetratge documental)
- Deshonra (1952)
- El grito sagrado (1954)
- Marta Ferrari (1956)
- Allá donde el viento brama (1963)
- La calesita (1963)
- Desnuda en la arena (1969)

### Programes de TV
- Su comedia favorita (1965) Canal 9
- Mujeres en presidio (1967) Canal 9
- La pequeña señora de Pérez (1971)

- Fanny Navarro
- Niní, Libertad y los celos de Evita[7]